# الحظ (فلم)
الحظ (بالإنجليزية: Luck) هو فيلم هندي تم إصداره في (24 من يوليو عام 2008)، الفيلم من إخراج سوهام شاه وبطولة شروتي حسن، عمران خان، و سانجاي دوت إلى جانب مجموعة من الممثلين، وتم إنتاج الفيلم من قبل ديلين ميتها تحت راية شركة الإنتاج الهندية Shree Ashtavinayak Cine Vision Ltd. والفيلم شهد عدة انتقادات حول الإخراج بحيث عرف عدة أخطاء تقنية خاصة ببعض مشاهد الحركة وظهرت هذه الأخطاء على الشاشة بشكل ملحوظ، ولكن رغم ذلك شهد مضمونه ردود إيجابية من الجمهور.

## قصة الفيلم
يحكي الفيلم عن شاب (رام ميهرا)، المحتاج للمال من أجل الاعتناء بوالديه فيقرر سرقة البنك الذي يعمل فيه ولكنه يفشل بحيث طارده الأمن، وأثناء المطاردة يلتقيه تامانغ وينقذه من الموقف، ومع مرور الوقت يقترح عليه الاشتراك في مسابقة شبه انتحارية ولكنه رفض في المرة الأولى، يلاقيه مجددا شخص يدعى كريم موسى، فقبل بعد عدة مفاوضات. سافر لكيب تاون وبدأت المسابقة وهي عبارة عن ألعاب شبه انتحارية، وهذه اللعبة تعتمد عن مقدار حظ اللاعب، تستمر المسابقة ويستمر رام في جمع الأموال، وهناك قابل عائشة (شروتي حسن) ويقع في حبها، وفي الأخير يقابل ملك الحظ في النهاية، كريم موسى (سانجاي دوت) ويلعب معه والنتيجة إصابة رام برصاصة في القلب، يأخذون إلى المستشفى ليكتشف أن قلبه ليس في مكانه وإنما عكس العادة في اليمين، ويصبح ملك الحظ.

## الممثلين
- شروتي حسن : عايشة/ناتاشا
- عمران خان : رام ميهرا
- سانجاي دوت : كريم موسى
- داني دينزونغبا : تامانغ
- شيتراشي راوات: شورتكات يعني الطريق المختصر
- رافي كيسين : راغاف
- سانيتا ماهي : أنجيلا
- سنيهل دابي : جينين
- دايا شانكار : مقرصن جوازات السفر
- كوتا سرينيفاسا راو : سوا مي
- راتي : والدة رام

### قائمة الأغاني[1][2]
| #  | عنوان                     | المغني            | المدة |
| -- | ------------------------- | ----------------- | ----- |
| 1. | ""Luck Aazma""            | سوكويندير سينغ    | 04:37 |
| 2. | "Khudaya Ve"              | سليم ميرشانت      | 05:23 |
| 3. | "Jee Lee"                 | Shruti Pathak     | 4:27  |
| 4. | "Aazma — Luck Is The Key" | شروتي حسن         | 5:30  |
| 5. | "Laaga Le"                | Anushka Manchanda | 4:14  |
| 6. | "Khudaya Ve (Radio Mix"   | سليم-سليمان       | 5:19  |